# Nandivada Rathnasree
Nandivada Rathnasree, anche citata semplicemente come N. Rathnasree (26 novembre 1963 – 9 maggio 2021), è stata un'astrofisica, divulgatrice scientifica e storica della scienza indiana, per oltre vent'anni direttrice dei Nehru Planetarium. Divenne anche nota per il suo lavoro di comunicazione scientifica.

## Biografia
Oltre a fondamentali contributi in molti settori di astronomia osservativa, in particolare su pulsar e stelle binarie, durante il suo mandato fu responsabile dei miglioramenti del planetario e della ricerca sull'uso degli strumenti astronomici architettonici storici in India.
Morì nel 2021, a 58 anni, per complicazioni da Covid-19.

## Omaggi
- A lei è dedicato 19121 Rathnasree, asteroide della fascia principale esterna.